# Tostig Godwinson
Tostig Godwinson (gestorven 25 september 1066) was een Angelsaksische graaf (earl) en jongere broer van koning Harold II van Engeland. Hij was gehuwd met Judith van Vlaanderen, dochter van graaf Boudewijn IV van Vlaanderen.

## Conflict met broer Harold
Tostig Godwinson had nog twee andere broers Gyrth en Leofwine. Hij was van mening dat zijn broer Harold meineed had gepleegd tegenover hertog Willem van Normandië, maar dat hij dan méér recht had op de troon dan Harold II van Engeland en zeker méér dan de Normandische "bastaard". Daarom was er strijd tussen de broers. Tostig had tenslotte geen gedwongen eed hoeven afleggen. 

## Slag bij Stamford Bridge
Tostig was enige tijd Earl of Northumbria maar hij werd verdreven door opstandelingen. Omdat hij zijn afzetting door koning Eduard de Belijder niet aanvaardde werd hij eind 1065 verbannen en vluchtte naar het hof van zijn zwager, graaf Boudewijn V van Vlaanderen. Daar ronselde Tostig een leger. Tostig sloot zich met zijn vloot bij de Vikings aan. Zijn Vlamingen en Hardrada's Vikingen hadden lelijk huis gehouden aan de Engelse kust, maar werden verdreven. Tostig vluchtte in 1066 naar Schotland, waar hij contact zocht met Harald III van Noorwegen en zich bij hem aansloot. Na hun landing bij de Humbermonding, trokken ze het binnenland in. Bij Stamford Bridge werden ze gedwongen slag te leveren tegen koning Harolds leger. Tostig en Harald III hadden hem daar niet verwacht. 
Toen de Vikingkoning Harald Hardrada sneuvelde, raakten de invallers in paniek. Zijn skald, Thiodolf, knielde naast hem en nam het hoofd van de koning op zijn schoot en zong een treurige ballade te midden van de strijd. Graaf Tostig nam de koninklijke Noorse banier en in de verwarring riep hij de strijders terug tot de strijd. De Engelse koning Harold had hem al toegeroepen zich over te geven, maar Tostig was veel te trots om zich aan zijn koninklijke broer te onderwerpen. Onmiddellijk reageerden de Angelsaksische boogschutters en schoten een ware pijlenregen af naar de Noren en de Vlamingen. Tostig werd dodelijk getroffen. De overlevenden vluchtten naar de kust, die weinigen van hen hebben bereikt. De boeren in de omtrek hadden hun woede gekoeld op hun drakars op het strand en uit wraak de schepen in brand gestoken.